# Давыдова, Лидия Анатольевна
Лидия Анатольевна Давыдова (19 января 1932, Ленинград, СССР — 2 марта 2011, Москва) — камерная певица, сопрано. Народная артистка России (2001). Руководитель ансамбля старинной музыки «Мадригал». Жила и работала в Москве.

## Биография и артистическая карьера
Отец — инженер-химик, мать — певица. Оба рано умерли, оставив дочь сиротой в 14 лет. Важную роль в её образовании и судьбе сыграли тетя, певица М. Я. Хортик, и двоюродный дядя, выдающийся пианист, композитор и педагог С. Е. Фейнберг.
Обучалась игре на фортепиано в музыкальной школе в Ленинграде, затем в училище при Ленинградской консерватории, а затем в Москве в Мерзляковском училище. В 1957 году окончила Московскую консерваторию как пианистка (класс проф. Н. П. Емельяновой). Несмотря на то, что Лидия Давыдова с детства мечтала о карьере певицы и обучалась пению у М. Я. Хортик, её вокальный дар долгое время не находил признания. 8 раз она безуспешно пыталась поступать на вокальные отделения Московской консерватории и других московских вузов. В годы учебы в Московской консерватории, по классу фортепиано, она брала уроки у преподавателя вокала Д. Б. Белявской, которая однако также не верила в то, что её ученица станет профессиональной певицей.
Решающую роль в «открытии» Давыдовой как певицы сыграл А. М. Волконский. Первое исполнение его Сюиты зеркал в 1962 году в Малом зале Московской консерватории стало дебютом и ошеломительным успехом певицы. В последующие годы Давыдова участвовала в различных концертных проектах композитора. В 1965 году Волконский создаёт ансамбль старинной музыки «Мадригал», и Лидия Давыдова становится одной из его солисток. Этот коллектив впервые в СССР стал исполнять вокальную музыку Эпохи Возрождения и Раннего Барокко. После эмиграции Волконского во Францию в 1972 году Давыдова руководила ансамблем до 1983 года и затем снова с 1992 года до конца жизни.
В своем творчестве стремилась исполнять наиболее сложные камерные произведения. Помимо старинной музыки, исполняла сочинения авторов XX в. в качестве солистки. Впервые познакомила советских слушателей с вокальными произведениями современных западных композиторов: Чарлза Айвза, Белы Бартока, Лучано Берио, Антона Веберна, Джона Кейджа и Пауля Хиндемита. Она также пела камерный репертуар современных российских композиторов-авангардистов. В частности, она впервые исполнила произведения Андрея Волконского (Сюита Зеркал, 1962, Жалобы Щазы, 1964?), Эдисона Денисова (Солнце Инков, 1964), Дмитрия Смирнова (Горсть Песка, 1971; Печаль Минувших Дней, 1977; Времена Года, 1980; Песни Судьбы, 1981; Шесть стихотворений У. Блейка, 1981), Софии Губайдулиной (Розы, 1974), Альфреда Шнитке (Три Сцены, 1981) и Вячеслава Артемова (Заклинания, 1981?).
Похоронена в Москве на Хованском кладбище.

## Семья
Муж: Леонард Евгеньевич Данильцев (1931—1997), писатель и художник. Дети: Глеб Данильцев (1968-2018) и Марьяна Данильцева (1972).

## Дискография

### CD
- 2003 — Андрей Волконский: Сюита зеркал;
- 2003 — Эдисон Денисов: Les Pleurs;
- 2005 — Игорь Стравинский: Песни (фортепиано: Алексей Любимов; записи 1971-72 гг.); LP "Мелодия" С10-08133-34
- 2007 — Бела Барток: Вокальные циклы (фортепиано: Алексей Любимов).